# Liga de San Jorge
La Liga de San Jorge (en inglés: League of Saint George) es una organización neofascista con sede en el Reino Unido. Se ha definido a sí mismo como un "club político no partidario, no sectario" y, mientras forja alianzas con diferentes grupos, ha evitado los estrechos vínculos con otros partidos políticos extremistas.

## Historia

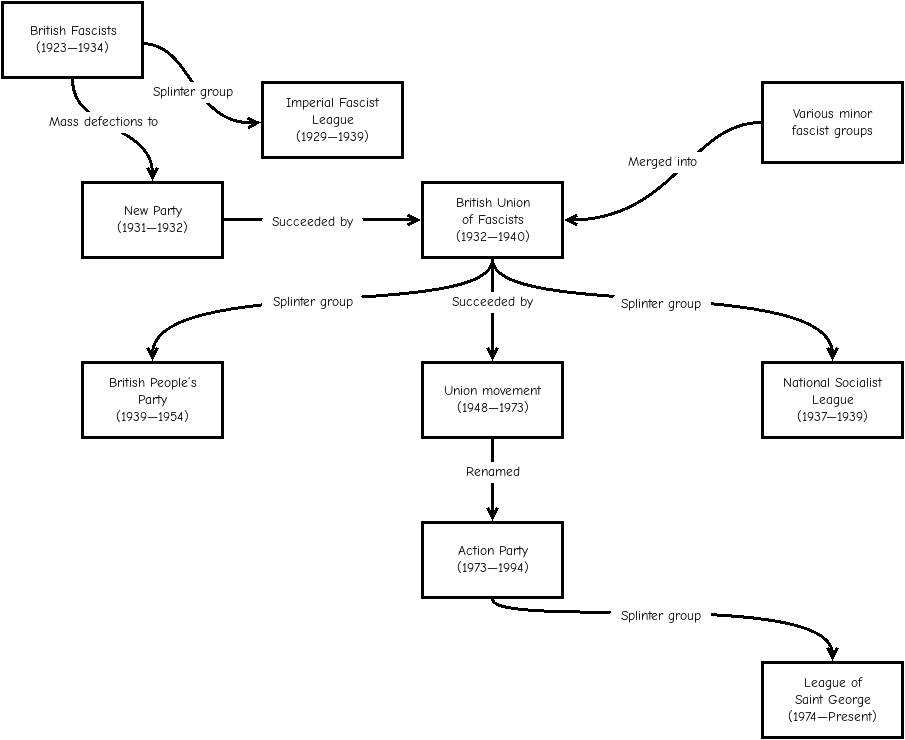
Un diagrama de flujo que muestra la historia del primer movimiento fascista británico.

La Liga se formó alrededor de 1974 como un club político por Keith Thompson y Mike Griffin como una escapada del Partido de Acción, fundado por el fascista británico Oswald Mosley. La Liga buscó continuar lo que vio como una forma más pura de las ideas de Mosley que las ofrecidas por el entonces líder Jeffrey Hamm. En la década de 1970, la Liga se convirtió en un hogar político para los partidarios más intelectuales de la ideología "neonazi", en particular aquellos que querían una Europa unida con una población derivada de Europa, una continuación de la política de Mosley Europe a Nation. Junto a esto, la Liga también siguió el ejemplo de Mosley al respaldar el republicanismo irlandés, algo así como un cambio de sus contemporáneos en la extrema derecha británica que reservaron su apoyo al lealismo en Úlster. La Liga nunca tuvo la intención de ser un partido político, sino más bien una organización social, intelectual y cultural, aunque con el objetivo político último de promover a los europeos y su cultura. Concebido como un club exclusivo para lo que fueron vistos como los principales expertos en la extrema derecha británica, sus miembros tienden a limitarse a alrededor de 50 a 100 miembros. De hecho, la membresía de la Liga estaba restringida a aquellos invitados a unirse únicamente.
El grupo a menudo tenía una relación tórrida con los partidos de extrema derecha, y de hecho el Frente Nacional prohibió a sus miembros unirse a la Liga en 1977. Alrededor de este tiempo, Spearhead incluso incluyó artículos que afirmaban que la Liga era de hecho un culto dominado por líderes clandestinos, juramentos secretos y ceremonias de iniciación profanas. No obstante, los miembros individuales mantuvieron lazos con ambas organizaciones, y algunos contribuyeron tanto a Spearhead como a The League Review. Del mismo modo, el Movimiento Británico, que originalmente había cooperado con la Liga, finalmente cortó sus lazos sobre el tema de Irlanda del Norte. The Enemy Within es un relato de la Liga de San Jorge escrito por un exmiembro, el dibujante Robert Edwards, quien fundó el grupo de presión pro Mosley European Action UK en 2005.

## Contactos internacionales
Adoptando el emblema de la Cruz flechada, la Liga buscó forjar vínculos con grupos afines en Europa, y participó en manifestaciones neonazis internacionales en Diksmuide en Bélgica, donde forjó vínculos con la Vlaamse Militanten Orde y el Partido Nacional por los Derechos de los Estados. Evitando la ruta de la política electoral, la Liga buscó en cambio establecerse como un grupo paraguas para los nacionalsocialistas de cualquier afiliación, aunque la Liga trabajó estrechamente con el Movimiento Británico y luego con el Partido Nacional Británico cuando se fundó (con Thompson y John Graeme Wood asistieron a la reunión inaugural del partido mientras decían hablar por la Liga).
Steve Brady, un exactivista en el Partido Nacional de corta duración (y que mantuvo estrechos vínculos con la Asociación en Defensa del Úlster a pesar del apoyo declarado de la Liga al republicanismo irlandés), fue nombrado Oficial de Enlace Internacional en 1978 y ayudó a supervisar el desarrollo de vínculos con grupos internacionales como el Faisceaux Nationalistes Européens de Francia, fundado por Mark Fredriksen, y el Nuclei Armati Rivoluzionari (NAR) de Italia. Brady también escribió una columna en League Review, bajo el nom-de-plume Heimdall. El grupo también obtuvo apoyo en Sudáfrica entre algunos de los principales partidarios del Partido Herstigte Nasionale que fueron responsables de financiar la Liga a principios de la década de 1980.

## 'Vivienda segura'
La Liga entró en pausa a principios de la década de 1980 después de que un episodio del programa de actualidad de ITV World in Action expusiera sus intentos de establecer casas de seguridad para presuntos terroristas italianos, según la información proporcionada por Ray Hill, que había estado activo en el Liga. 

## Actividades posteriores
Después de estas revelaciones, el grupo se volvió menos activo, pero no cerró por completo. Su revista, The National Review, recibió cierta atención en los círculos de extrema derecha en 1986 cuando Colin Jordan publicó un artículo que llamaba al desarrollo de una lucha clandestina. Este artículo fue acreditado con intentos de revivir el Movimiento Británico y establecer otros grupos para llevar a cabo las ideas de Jordan.
En 1996 se alegó en Searchlight que los miembros de la Liga habían reclutado mercenarios para una misión en Sudáfrica organizada por Constand Viljoen con el objetivo de asesinar a los líderes del país y dañar su infraestructura. Finalmente, el plan fue frustrado por el servicio secreto sudafricano y por un cambio de estrategia de Viljoen, quien abandonó su Afrikaner Volksfront para liderar el Frente de la Libertad. 
Sigue existiendo bajo otro liderazgo hasta nuestros días. Anteriormente publicaba una revista mensual regular, The League Review, que tenía una audiencia europea relativamente amplia, ahora publica una revista trimestral, The League Sentinel.
El grupo apareció en el libro de Bill Buford, Among the Thugs, donde el autor comentó a un miembro que sus ideas de abandonar la vida urbana y regresar a la tierra recordaban las de Pol Pot y los Jemenes rojos.

## Miembros
Entre los principales miembros de la Liga se incluyen John Harrison, con sede en Dagenham, el millonario Robin Rushton, el exmiembro del Movimiento Sindical de Mosley y orador Keith Thompson, Mike Griffin y Roger Clare, que también ha estado activo en Sudáfrica y Nueva Zelanda. Ian Souter Clarence, el exjefe de la Column 88, era miembro, mientras que tanto el editor Anthony Hancock como el veterano del Frente Nacional y del Partido Nacional Denis Pirie también estaban estrechamente asociados con el grupo.

## Cobertura mediática
Un artículo de Ian Cobain en The Guardian, de fecha 24 de noviembre de 2016, informó que la Liga de San Jorge de hoy es principalmente activa en la publicación y distribución de libros fascistas. El brazo editorial de la Liga es Steven Books.

## En la cultura popular
En 2013, una producción teatral y musical llamada League of St George basada en "la hermandad fascista de la League of St George" recorrió el Reino Unido, incluido el Festival Fringe de Edimburgo, el Teatro Corbett en Loughton, Essex y el Teatro Hope en Londres.

### En inglés
- Sitio web de la Liga de San Jorge
- Breve historia de la Liga
- Página de inicio de David Turner (contiene debate sobre los orígenes de la Liga)

- Datos: Q6509100